# CAMK2G
CAMK2G (англ. Calcium/calmodulin dependent protein kinase II gamma) – білок, який кодується однойменним геном, розташованим у людей на короткому плечі 10-ї хромосоми. Довжина поліпептидного ланцюга білка становить 558 амінокислот, а молекулярна маса — 62 609.
| 10         |  | 20         |  | 30         |  | 40         |  | 50         |
| ---------- |  | ---------- |  | ---------- |  | ---------- |  | ---------- |
| MATTATCTRF |  | TDDYQLFEEL |  | GKGAFSVVRR |  | CVKKTSTQEY |  | AAKIINTKKL |
| SARDHQKLER |  | EARICRLLKH |  | PNIVRLHDSI |  | SEEGFHYLVF |  | DLVTGGELFE |
| DIVAREYYSE |  | ADASHCIHQI |  | LESVNHIHQH |  | DIVHRDLKPE |  | NLLLASKCKG |
| AAVKLADFGL |  | AIEVQGEQQA |  | WFGFAGTPGY |  | LSPEVLRKDP |  | YGKPVDIWAC |
| GVILYILLVG |  | YPPFWDEDQH |  | KLYQQIKAGA |  | YDFPSPEWDT |  | VTPEAKNLIN |
| QMLTINPAKR |  | ITADQALKHP |  | WVCQRSTVAS |  | MMHRQETVEC |  | LRKFNARRKL |
| KGAILTTMLV |  | SRNFSAAKSL |  | LNKKSDGGVK |  | KRKSSSSVHL |  | MPQSNNKNSL |
| VSPAQEPAPL |  | QTAMEPQTTV |  | VHNATDGIKG |  | STESCNTTTE |  | DEDLKARSPE |
| GRSSRDRTAP |  | SAGMQPQPSL |  | CSSAMRKQEI |  | IKITEQLIEA |  | INNGDFEAYT |
| KICDPGLTSF |  | EPEALGNLVE |  | GMDFHKFYFE |  | NLLSKNSKPI |  | HTTILNPHVH |
| VIGEDAACIA |  | YIRLTQYIDG |  | QGRPRTSQSE |  | ETRVWHRRDG |  | KWLNVHYHCS |
| GAPAAPLQ   |  |            |  |            |  |            |  |            |

A: Аланін

C: Цистеїн

D: Аспарагінова кислота

E: Глутамінова кислота

F: Фенілаланін

G: Гліцин

H: Гістидин

I: Ізолейцин

K: Лізин

L: Лейцин

M: Метіонін

N: Аспарагін

P: Пролін

Q: Глутамін

R: Аргінін

S: Серин

T: Треонін

V: Валін

W: Триптофан

Кодований геном білок за функціями належить до трансфераз, кіназ, серин/треонінових протеїнкіназ, білків розвитку, фосфопротеїнів. 
Задіяний у таких біологічних процесах, як диференціація клітин, нейрогенез, альтернативний сплайсинг. 
Білок має сайт для зв'язування з АТФ, нуклеотидами, молекулою кальмодуліну. 
Локалізований у мембрані, саркоплазматичному ретикулумі.